# Vilson Rogério Goinski
Vilson Rogério Goinski (ur. 9 stycznia 1970 w Kurytybie, Brazylia) – brazylijski polityk.
Polityk brazylijskiej Partii Ruchu Demokratycznego (Partido do Movimento Democrático Brasileiro), największej partii działającej w tym kraju. Partia ta dominuje w lokalnych samorządach, z jej ramienia Vilson Rogério Goinski przez dwie kadencje (2005-2008 i 2009-2012) był burmistrzem miasta Almirante Tamandaré. Przez władze federalne został wybrany do grupy koordynującej przygotowania do Mistrzostw Świata w Piłce Nożnej 2014.